# Jens Harboe
Jens Harboe (getauft am 6. November 1646 in Helsingør; † 7. Februar 1709) war Oberkriegssekretär Dänemark-Norwegens.

## Herkunft und Familie
Harboe stammte aus dem wohlhabenden Kopenhagener Bürgertum. Sein Vater war der Zollbeamte Christopher Harboe († 1652), seine Mutter war dessen Gattin Ursula Andreasdatter, geb. Kohl. Der spätere General Andreas Harboe war sein jüngerer Bruder.
Jens Harboe heiratete 1682 Karen van Meulengracht (1655–1702), Tochter des Generalzollpächters Hans van Meulengracht zu Svenstrup (1629–1684) und dessen Gattin Birgitte, geb. Horster († 1665). Nach dem Tode seiner Frau heiratete Harboe am 28. März 1703 in Kopenhagen die Baronesse Christine Fuiren (vmtl. 1682–1735), Tochter des Barons Diderik Fuiren und dessen Gattin Margrethe, geb. Eilersen (1648–1708).

## Leben
Von 1669 bis 1671 war er königlicher Reitvogt auf Frydendal. Am 30. April 1674 wurde er zum notarius publicus in Kopenhagen ernannt. Im Jahre darauf versuchte er vergebens, einen Posten im Kommercekollegiet zu erlangen, allerdings wurde er am 5. Oktober 1676 zum Generalkriegskommissar beim Heer in Schonen ernannt. Harboe erwarb sich das Vertrauen und die Gewogenheit seines Präsidenten Otto Skeels und kam in Kontakt mit Kriegssekretär Hans Meier. Weil dieser im August 1678 von seinem Posten zurücktrat und begleitete im November desselben Jahres König Christian V. zum Treffen mit dem Großen Kurfürsten in Doberan, dem Bündnispartner im Nordischen Krieg. Zusammen mit dem König arbeitete er bei Kriegsende den Plan für die Heeresumformung aus, die von gemischter Anwerbung und Einziehung zu reiner Anwerbung wechselte. Von nun an war er der Beamte, dessen Dienste der König am meisten nutzte und dem er am meisten vertraute. Unter Harboes Führung gewann die Stellung des Kriegssekretärs deutlich an Bedeutung. Im Mai 1680 wurde Harboe Admiralitätsrat und im Januar 1682 Kriegsrat. Am 31. März 1683 wurde er Chef des neuerrichteten Kriegs- und Admiralitätskollegiums. Der voranschreitende Machtzuwachs des Kriegssekretärsamtes fand mit Billigung des Königs statt, welcher Harboe am elften Oktober 1688 zum Oberkriegssekretär – einem neugeschaffenen Amt – beförderte; am selben Tage wurde Harboe zum Obersekretär in der dänischen sowie der deutschen Kanzlei ernannt. Diese Ernennung ergab sich daraus, dass der König kein Freund der Kollegiumsregierung war, sondern Obersekretäre für die einzelnen Administrationszweige bevorzugte. Das Kriegskollegium war den zivilen Kanzleien nebengeordnet. Harboe führte ein, dass die ins Kollegium eintreffenden Angelegenheiten in zwei Gruppen eingeteilt wurden; der offizielle Teil ging an den König, und der offiziöse Teil an den Obersekretär – der große Teil des letzteren zeigt die Bedeutung an, die Harboe dem Amte gab. Dieser trug mündlich eine Auswahl aus beiden Gruppen vor und empfing eine Resolution des Königs.
Das bürgerliche Obersekretärssystem erregte großen Widerstand bei dem deutschsprachigen Teil des Hofes, der die Obersekretäre wiederholt angriff, doch Christian V. beschützte diese. Harboe kam beispielsweise in Gegensatz zum Leiter der Rentenkammer, Christian Siegfried von Plessen, der eine finanziell notwendige Verkleinerung des Heeres nach 1693 vornahm. Der Tod Christian V. 1699 führte zu einem vollständigen Systemwechsel, da Friedrich IV. alle bürgerlichen Obersekretäre entließ. Harboe wurde am 28. August 1699 entlassen. Der Grund für seine Entlassung mag darin gelegen haben, dass Harboe Friedrich als Kronprinz nicht die nötige Ehrerbietung erwiesen haben soll oder darin, dass er sich mit seinem hochmütigen Auftreten manche Feinde geschaffen hatte. Gesichert ist, dass Christian V. auf dem Sterbebett Harboe die Hand mit den Worten „Ich habe wie ein ehrlicher Mann gehandelt“ reichte, auch Königin Charlotte Amalie würdigte Harboe für seine Verdienste. Das beträchtliche Gehalt, das Harboe über einen langen Zeitraum genoss, und die Teilnahme an Handels-Schifffahrts- und Bodenspekulationen machten ihn zu einem sehr wohlhabenden Mann und wie auch andere Wohlhabende gewährte er dem Staat wiederholt – mehr oder minder freiwillig – Vorschüsse.
Sein persönlicher Briefwechsel ist eine wichtige Quelle für sein zeitgenössisches Umfeld.

## Auszeichnungen
- 1684: Wirklicher Staatsrat
- 1693: Weißer Ritter
- 1695: Geheimrat